# Raveniola xizangensis
Espèce
Synonymes
- Brachythele xizangensis Hu & Li, 1987

Raveniola xizangensis est une espèce d'araignées mygalomorphes de la famille des Nemesiidae.

## Distribution
Cette espèce est endémique du Tibet en Chine,.. Elle se rencontre vers Jancha.

## Description
La femelle holotype mesure 23,40 mm et le mâle paratype 18,00 mm.

## Systématique et taxinomie
Cette espèce a été décrite sous le protonyme Brachythele xizangensis par Hu et Li en 1987. Elle est placée dans le genre Raveniola par Song, Zhu et Chen en 1999.

## Étymologie
Son nom d'espèce, composé de xizang et du suffixe latin -ensis, « qui vit dans, qui habite », lui a été donné en référence au lieu de sa découverte, le Xizang.

## Publication originale
- Hu & Li, 1987 : The spiders collected from the fields and the forests of Xizang Autonomous Region, China. (II). Agricultural Insects, Spiders, Plant Diseases and Weeds of Xizang, vol. 2, p. 247-353.